# Стапель (судостроение)
Ста́пель (нидерл. stapel) или эллинг — сооружение для постройки или ремонта торгового судна или военного корабля и его спуска на воду. 
Постройка (сборка) судна на стапеле начинается с его закладки. Как правило, сборку судна на стапеле осуществляют из готовых блоков и секций, изготовленных в специализированных цехах (возможность изготовления блоков и секций «под крышей» позволяет повысить качество их сборки и сократить время изготовления). Одновременно со сборкой корпуса его насыщают крупногабаритным оборудованием. Процесс постройки судна на стапеле завершается его спуском.
Итак, стапель по определению — это построечно-спусковое сооружение, представляющее собой наклонную плоскость, на которой производится постройка судна. Спуск судна на воду осуществляется под действием его собственного веса, для чего наклонный стапель оборудуется спусковыми дорожками, по которым на салазках скользит построенное судно. Для обеспечения скольжения на спусковые дорожки наносится слой специальной спусковой насалки или салазок, которые имеют на соприкасающихся плоскостях покрытие из антифрикционных материалов (пластмасс). Различают наклонные стапели — продольные и поперечные, стапель-палубы, а также другие виды стапелей.
Наклонный стапель, как и стапельное место любого другого типа, снабжают подъёмно-транспортным оборудованием (портальными, башенными или козловыми подъёмными кранами), а также инженерными сетями для подачи электроэнергии, сжатого воздуха, газов, пара, воды. Недостатками наклонного стапеля являются неуправляемый и неконтролируемый спуск судов, значительные усилия, действующие при спуске на корпус судна и спусковое устройство, невозможность нормального спуска судна при некоторых обстоятельствах (выдавливание насалки), необходимость постройки судов в наклонном положении (только для продольных наклонных стапелей), сложность перекрытия эллингами.

## Поперечный стапель

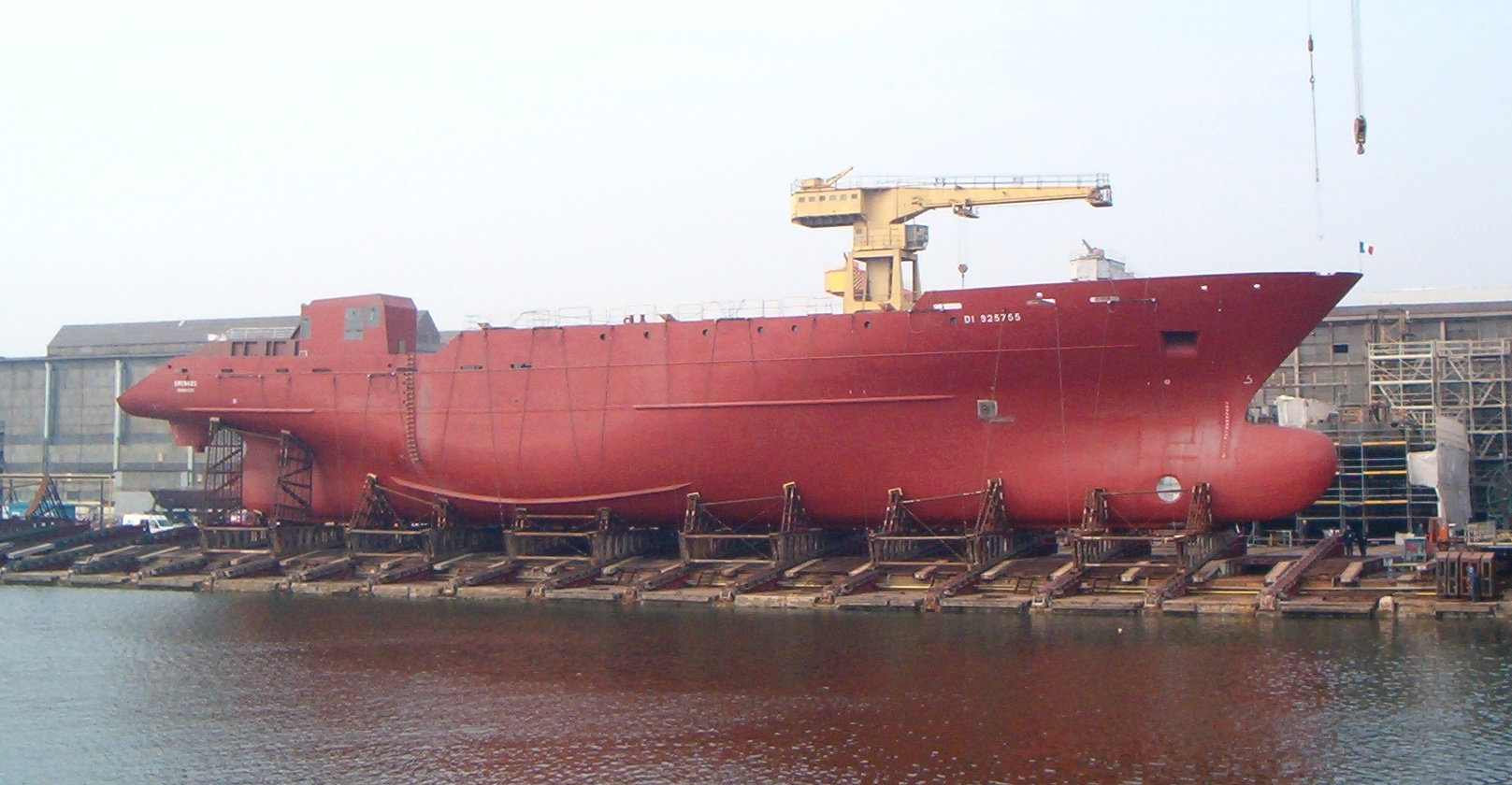
Судно на поперечном стапеле до спуска

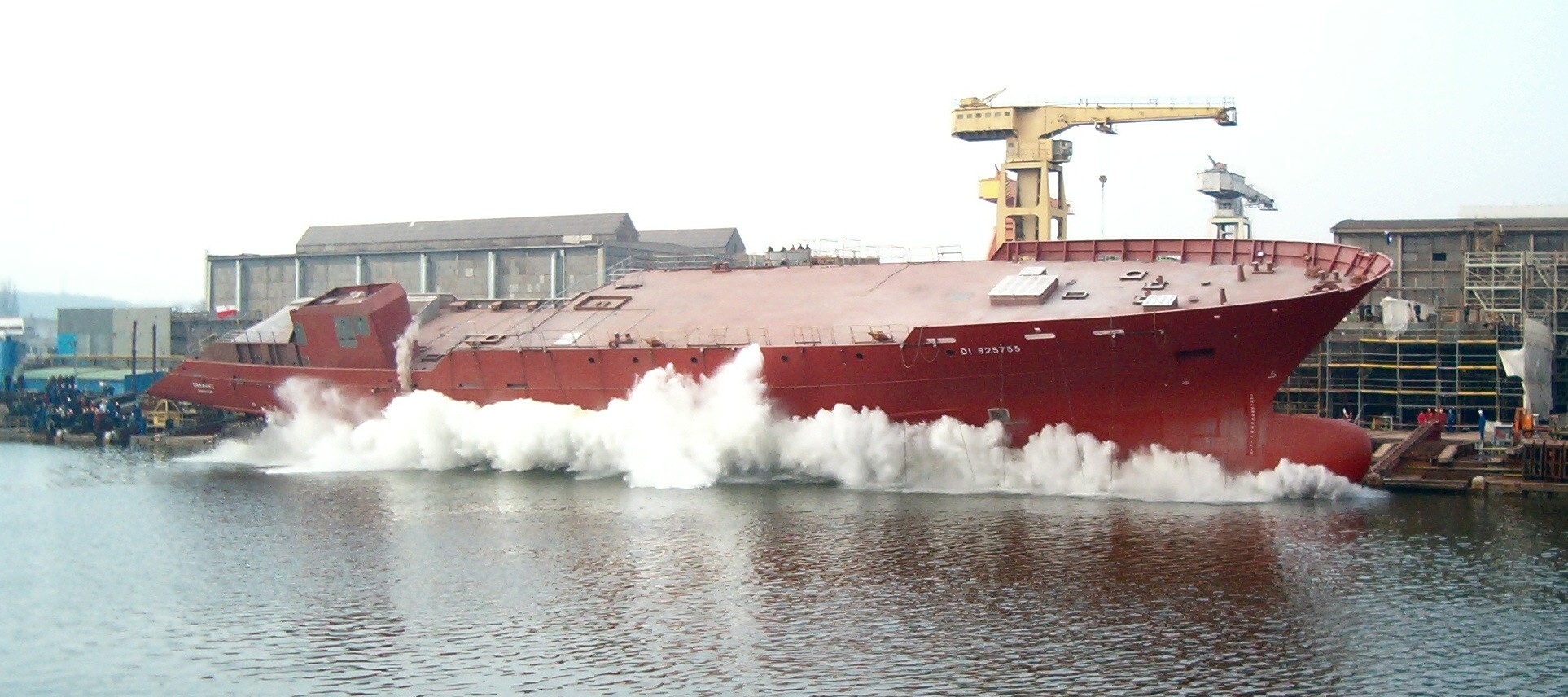
Спуск судна с поперечного стапеля

Поперечный стапель обеспечивает спуск судна в направлении, перпендикулярном к диаметральной плоскости (боковой спуск). Судно строится в горизонтальном положении, что достигается разновысотностью опорного устройства по разным бортам. Уклон поперечного наклонного стапеля от 1:5 до 1:12. Число спусковых дорожек от 2 до 20. Поперечный наклонный стапель не имеет осушаемой части. Его порог может быть под водой, у уреза воды и над водой.
На поперечном стапеле имеются наклонные спусковые полозья, находящиеся в одной плоскости и параллельные друг другу. В большинстве поперечных стапелей используют слипы.

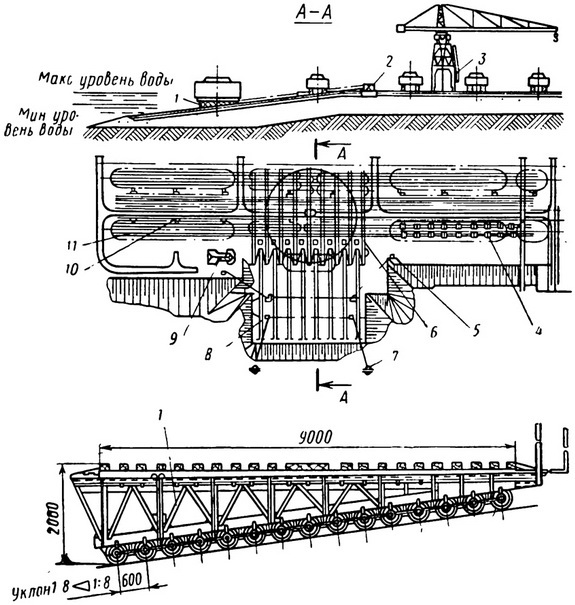
Поперечный гребенчатый слип: 1) косяковая тележка, 2) тяговая электролебёдка, 3) подъёмный кран, 4) стапельные тележки, 5) электрошпиль, 6,11) продольные и поперечные рельсовые пути, 7) причальная бочка, 8) рельсовый путь наклонной части, 9) центральный пульт, 10) электрораздаточные колонки.

Слипом называют сооружение, состоящее из наклонной плоскости и горизонтальной площадки со стапельными местами. Суда строят и ремонтируют на горизонтальной площадке, а спуск (а также подъём судна на ремонт) производят по наклонной плоскости (см. рисунок).
На наклонной плоскости слипа уложены рельсовые пути 8, на каждом из которых установлена одна косяковая тележка 1, перемещаемая вверх и вниз тросом тяговой электролебёдки 2. На горизонтальной площадке стапеля уложены продольные (откатные) 6 и поперечные (стапельные) 11 рельсовые пути, по которым на стапельных тележках 4 перемещают установленные суда. Управление перемещением косяковых и стапельных тележек осуществляют с центрального поста (пульта) 9, смонтированного на специальной вышке.
Перед спуском судно перемещают на стапельных тележках по поперечным рельсовым путям до их пересечения с продольными путями. При помощи гидравлических домкратов стапельные тележки поднимают вместе с судном и разворачивают их рамы, устанавливая колёса на продольные рельсовые пути слипа. По этим путям судно перемещают к наклонной части слипа. Под судно заводят косяковые тележки и опускают его на них гидродомкратами стапельных тележек. Затем тяговыми лебёдками спускают судно в воду, после чего буксиром отводят судно к достроечной стенке, а косяковые тележки поднимают на наклонную плоскость слипа.
Число спусковых тележек бывает 5-6 и более; при строительстве крупных судов количество спусковых тележек доводят до 20. Поперечные стапели слипа обслуживают обычно башенными, портальными и железнодорожными кранами грузоподъёмностью до 25 тонн, используемыми при постройке и ремонте речных и морских судов длиной до 80-100 м.

## Продольный стапель

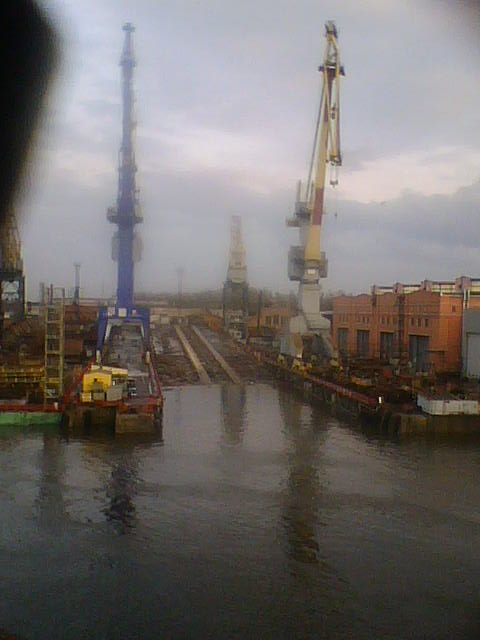
Продольный стапель после спуска судна

Продольный стапель обеспечивает спуск судна в направлении его диаметральной плоскости. При этом основная плоскость строящегося на наклонном стапеле судна параллельна плоскости стапеля, которая имеет постоянный уклон в сторону акватории верфи от 1:12 до 1:24 (обычно 1:21-7-1:24). На некоторых продольных наклонных стапелях имеется переменный уклон, прогрессивно возрастающий в сторону акватории. Число спусковых дорожек от 2 до 4. Спусковые дорожки продольного наклонного стапеля имеют надводные и подводные части, называемые «фундаментами». Их подводное окончание называется «порогом стапеля». Подводная часть спусковых дорожек может осушаться, для чего наклонный стапель в нижней части должен быть подобен сухому доку и иметь днище, стенки и головную часть с затвором.

## Стапель-палуба

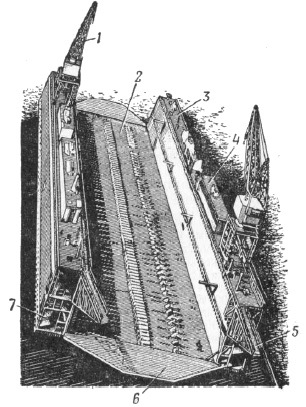
Плавучий док с указаниями устройств: 1) кран, 2) стапель-палуба, 3) башня, 4) надстройка, 5) переходный мостик, 6) консольная площадка (авандек), 7) служебные и жилые помещения.

Стапель-палуба — палуба плавучего дока, на которой набивается килевая дорожка при постановке корабля в док. По сути стапель-палуба есть одна из важных частей плавучего дока. 
Плавучий док — плавучее судоподъёмное сооружение, обладающее способностью манёвра по вертикали. Для приёма корабля док погружается, поэтому он устанавливается на соответствующих глубинах, в котлованах, защищённых от волнения и ветра. Длина дока может быть несколько меньше длины наибольшего из намеченных к докованию кораблей.
Плавучие доки изготовляются обычно из железобетона, реже из стали и имеют грузоподъёмность до 100 000 тонн. Плавучесть дока обеспечивается его понтонной частью. Понтоны сверху покрыты стапель-палубой с килевой дорожкой, состоящей из кильблоков, и клетками, на которые устанавливаются корабли. Жёсткость конструкции и дополнительная плавучесть дока обеспечиваются наличием двух (редко одной) башен.
Стапель-палуба имеется также и у УДК.